# Christoph Bochinger
Christoph Bochinger (* 4. Mai 1959 in Ludwigsburg) ist ein deutscher Religionswissenschaftler.

## Leben
Bochinger studierte von 1979 bis 1986 Evangelische Theologie und Religionswissenschaft an der Ludwig-Maximilians-Universität München. Nach dem Magister war er Assistent am Institut für Missions- und Religionswissenschaft. 1993 wurde er promoviert. 1996 habilitierte er sich mit einem Stipendium der Fritz Thyssen Stiftung.
Von 1997 bis 2003 war Bochinger Professor für religiöse Sozialisation und Erwachsenenbildung an der Universität Bayreuth. 2002/03 war er Gastprofessor für Religionswissenschaft an der Universität Zürich. 2003 wurde er Lehrstuhlinhaber für Religionswissenschaft mit besonderer Berücksichtigung der religiösen Gegenwartskultur an der Universität Bayreuth. Seit 2023 befindet er sich in der Freistellungsphase seiner Altersteilzeit.
Bochinger war Prodekan (2007–2009, 2012–2013), Mitglied des Senats (2009–2013) und Mitglied des Hochschulrats (2013–2017) der Universität Bayreuth. Seit 1998 ist er geschäftsführender Leiter des dortigen Instituts zur Erforschung der religiösen Gegenwartskultur.
Darüber hinaus war er von 2009 bis 2017 Vorsitzender der Deutschen Vereinigung für Religionswissenschaft. Er war Mitherausgeber der Bayreuther Beiträge zur Religionsforschung und der Bayreuther Beiträge zur Erforschung der Religiösen Gegenwartskultur. Von 2005 bis 2017 gab er zusammen mit Jörg Rüpke die Reihe Religionswissenschaft heute im Kohlhammer Verlag heraus. 2010 wurde er Mitglied des Editorial Boards von Ilahiyat Studies.

## Schriften (Auswahl)
- Ganzheit und Gemeinschaft. Zum Verhältnis von theologischer und anthropologischer Fragestellung im Werk Bruno Gutmanns (= Religionswissenschaft. Band 3). Lang, Frankfurt am Main 1987, ISBN 3-8204-0124-5.
- „New Age“ und moderne Religion. Religionswissenschaftliche Analysen. Gütersloher Verlagshaus, Gütersloh 1994, ISBN 3-579-00299-6.
- mit Martin Engelbrecht, Winfried Gebhardt: Die unsichtbare Religion in der sichtbaren Religion. Formen spiritueller Orientierung in der religiösen Gegenwartskultur (= Religionswissenschaft heute. Band 3). Kohlhammer, Stuttgart 2009, ISBN 978-3-17-019034-4.
- (Hrsg.): Religionen, Staat und Gesellschaft. Die Schweiz zwischen Säkularisierung und religiöser Vielfalt (= NZZ Libro).  Verlag Neue Zürcher Zeitung, Zürich 2012, ISBN 978-3-03823-755-6. (Nationales Forschungsprogramm NFP 58)